# Kapitia Reservoir
Das Kapitia Reservoir ist ein Stausee zur Stromerzeugung in der Region West Coast auf der Südinsel von Neuseeland.

## Geographie
Das Kapitia Reservoir befindet sich rund 17,5 km westsüdwestlich von Hokitika, dem Verwaltungssitz des Westland District und direkt südlich von Dillmanstown an dem New Zealand State Highway 73 liegend. Das Reservoir besitzt eine Flächenausdehnung von rund 2,16 km² und erstreckt sich über eine Länge von rund 4,15 km in Nord-Süd-Richtung. In der Mitte des Reservoir kommt das Gewässer auf seine höchste Ausdehnung in der Breite und misst rund 920 m.
Südlich angrenzend befindet sich das Kumara Reservoir das ebenfalls zur Stromerzeugung dient und sein Wasser an das Kapitia Reservoir abgibt. An der Nordwestseite des Stausees befindet sich der Überlauf, der überschüssiges Wasser dem Kapitia Creek zuführt.

## Wasserkraftwerk
Das Wasserkraftwerk des Stausees befindet sich rund 425 m nordnordwestlich der Staumauer des Sees, worüber das Wasser dem Kraftwerk, das für eine Leistung von 3,5 MW ausgelegt ist, über ein Rohrleitungssystem zugeführt wird. Die Staumauer und das Kraftwerk wurden ursprünglich im Jahr 1928 errichtet und in Betrieb genommen. 1978 erfolgte eine Erweiterung und Ausbau der Leistung und des Systems.
Das über das Wasserkraftwerk genutzte Wasser endet schließlich über ein weiteres Wasserkraftwerk südwestlich von Kumara im Taramakau River.
Der Betreiber der beiden Wasserkraftwerke ist die neuseeländische Firma Trustpower.